# 食野壮磨
食野 壮磨（めしの そうま、2001年5月20日 - ）は、大阪府泉佐野市出身のプロサッカー選手。Jリーグ・東京ヴェルディ所属。ポジションはミッドフィールダー（MF）。
ガンバ大阪所属の食野亮太郎は実兄。

## 来歴
小学生時代はジョイナスFCでプレー。中高とガンバ大阪の下部組織に所属。ユース所属時代、高校3年次の2019年にトップチームに2種登録され、J3に所属するガンバ大阪U-23でプレーし、J3リーグ戦10試合に出場し1得点の成績を収めた。同年3月31日に開催された、J3第4節のY.S.C.C.横浜戦で後半に途中出場し、Jリーグ初出場・初得点を記録。同試合では兄の食野亮太郎も出場し得点を決めていたため、兄弟でのアベック出場・得点であった。
ガンバ大阪ユースを卒団後、京都産業大学に進学。4年次の2023年7月19日に、当時J2の東京ヴェルディに2024シーズンより加入内定が発表され、同年8月8日に特別指定選手に承認された。
2024シーズンより、16年ぶりにJ1昇格を果たした東京ヴェルディに加入。3月16日、第4節のアルビレックス新潟戦で後半に途中出場しJ1デビューを飾る。

## 所属クラブ
- ジョイナスFC
- 2014年 - 2016年 ガンバ大阪Jrユース
- 2017年 - 2019年 ガンバ大阪ユース（向陽台高等学校）
- 2020年 - 2023年 京都産業大学
  - 2023年8月 - 同年12月  東京ヴェルディ（特別指定選手）
- 2024年 -  東京ヴェルディ

## 個人成績
| 国内大会個人成績 | 国内大会個人成績 | 国内大会個人成績 | 国内大会個人成績 | 国内大会個人成績 | 国内大会個人成績 | 国内大会個人成績 | 国内大会個人成績 | 国内大会個人成績 | 国内大会個人成績 | 国内大会個人成績 | 国内大会個人成績 |
| 年度             | クラブ           | 背番号           | リーグ           | リーグ戦         | リーグ戦         | リーグ杯         | リーグ杯         | オープン杯       | オープン杯       | 期間通算         | 期間通算         |
| 年度             | クラブ           | 背番号           | リーグ           | 出場             | 得点             | 出場             | 得点             | 出場             | 得点             | 出場             | 得点             |
| 日本             | 日本             | 日本             | 日本             | リーグ戦         | リーグ戦         | リーグ杯         | リーグ杯         | 天皇杯           | 天皇杯           | 期間通算         | 期間通算         |
| ---------------- | ---------------- | ---------------- | ---------------- | ---------------- | ---------------- | ---------------- | ---------------- | ---------------- | ---------------- | ---------------- | ---------------- |
| 2024             | 東京V            | 28               | J1               | 7                | 0                | 1                | 0                | 1                | 0                | 9                | 0                |
| 2025             | 東京V            | 20               | J1               |                  |                  |                  |                  |                  |                  |                  |                  |
| 通算             | 日本             | 日本             | J1               | 7                | 0                | 1                | 0                | 1                | 0                | 9                | 0                |
| 総通算           | 総通算           | 総通算           | 総通算           | 7                | 0                | 1                | 0                | 1                | 0                | 9                | 0                |

- 2023年 特別指定選手としての出場は無し

### その他の公式戦
| 2019   | G大23  |        | J3     | 10 | 1 | 10 | 1 |
| 通算   | 日本   | 日本   | J3     | 10 | 1 | 10 | 1 |
| 総通算 | 総通算 | 総通算 | 総通算 | 10 | 1 | 10 | 1 |

- 2019年は2種登録選手

出場歴
- Jリーグ初出場・初得点 - 2019年3月31日 J3第4節 vsY.S.C.C.横浜（ニッパツ三ツ沢球技場）

## タイトル

### クラブ
ガンバ大阪ジュニアユース
- 関西サッカーリーグ（U-15）サンライズリーグ：1回（2016年）

京都産業大学
- 関西学生サッカーリーグ：1回（2023年）